# Elfsilbler
Der Elfsilb(l)er ist in der Verslehre bei silbenzählendem Versprinzip ein Versmaß bzw. Vers mit elf Silben. Gelegentlich, vor allem im Kontext antiker Dichtung, wird auch die Bezeichnung Hendekasyllabus (altgriechisch ἕνδεκα héndeka „elf“ und συλλαβή syllabḗ „Zusammenfassung, Silbe“) verwendet. Man unterscheidet insbesondere:
- Alkäischer Hendekasyllabus
- Phaläkischer Hendekasyllabus
- Sapphischer Hendekasyllabus

In der Dichtung moderner Sprachen sind vor allem der italienische Endecasillabo als klassisches Versmaß von Dantes Göttlicher Komödie und Petrarcas Sonetten und der spanische Endecasílabo als Sammelbezeichnung für rhythmische unterschiedliche Formen des Elfsilblers von Bedeutung.